# 大原駅 (千葉県)
大原駅（おおはらえき）は、千葉県いすみ市大原にある、東日本旅客鉄道（JR東日本）・いすみ鉄道の駅である。

## 乗り入れ路線
JR東日本の外房線と、いすみ鉄道のいすみ線が乗入れ、接続駅となっている。
いすみ線は元々は木原線を名乗り、外房線共々日本国有鉄道（国鉄）、後にJR東日本によって運行されていた。そのため当駅は国鉄（→JR）の単独駅であった。しかし、木原線は第1次特定地方交通線に指定されたため、国鉄分割民営化の翌年1988年にいすみ鉄道に転換され、旧木原線の駅もJRの駅から独立し、現在の形となった。

## 歴史
- 1899年（明治32年）12月13日：房総鉄道の終着駅として開設[1]。旅客・貨物取扱い[2]。
- 1907年（明治40年）9月1日：房総鉄道が買収され、鉄道省の駅となる[1][2]。
- 1912年（大正元年）12月15日：千葉県営大原大多喜人車軌道（後の夷隅軌道）が開業。
- 1913年（大正2年）6月20日：当駅 - 勝浦間延伸開業[1]。
- 1927年（昭和2年）8月31日：夷隅軌道が廃止。
- 1930年（昭和5年）4月1日：鉄道省木原線（現・いすみ鉄道いすみ線）が開業[3]。
- 1984年（昭和59年）2月1日：貨物取扱廃止[4]。
- 1987年（昭和62年）4月1日：国鉄分割民営化に伴い、東日本旅客鉄道（JR東日本）の駅となる[1][4][3]。
- 1988年（昭和63年）3月24日：JR東日本木原線を第三セクター鉄道に転換し、いすみ鉄道いすみ線開業[3][5]。西大原との営業キロが1.8 kmであったのを1.7 kmに改キロ[3]。
- 2004年（平成16年）10月16日：ダイヤ改正により総武線快速乗入消滅[注 1]。当駅において千葉方面へのICカード「Suica」の利用が可能となる[6]。東京近郊区間に組込まれる[6]。同時に自動改札機を導入。
- 2008年（平成20年）3月20日：指定席券売機を導入。
- 2009年（平成21年）3月14日：安房鴨川方面へのICカード「Suica」の利用が可能となる[7]。同時に外房線全線が東京近郊区間に組み込まれる[7]。
- 2016年（平成28年）
  - 2月18日：指定席券売機を撤去。
  - 日付不明：跨線橋（エレベーター付）がホーム南側に設置され、駅改札から左手にあった旧跨線橋は解体。
- 2024年（令和6年）
  - 3月31日：みどりの窓口の営業を終了[8]。
  - 4月1日：指定席券売機を再導入[8]。

## 駅構造

### JR東日本
単式ホーム1面1線と島式ホーム1面2線、計2面3線を有する地上駅。3番線海側に4本の留置線がある他、保線用施設がある。
互いのホームは跨線橋で連絡している。
茂原統括センター（勝浦駅）管理の直営駅で、多機能券売機・指定席券売機・自動改札機（Suica対応）・自動精算機が設置されている。

#### のりば

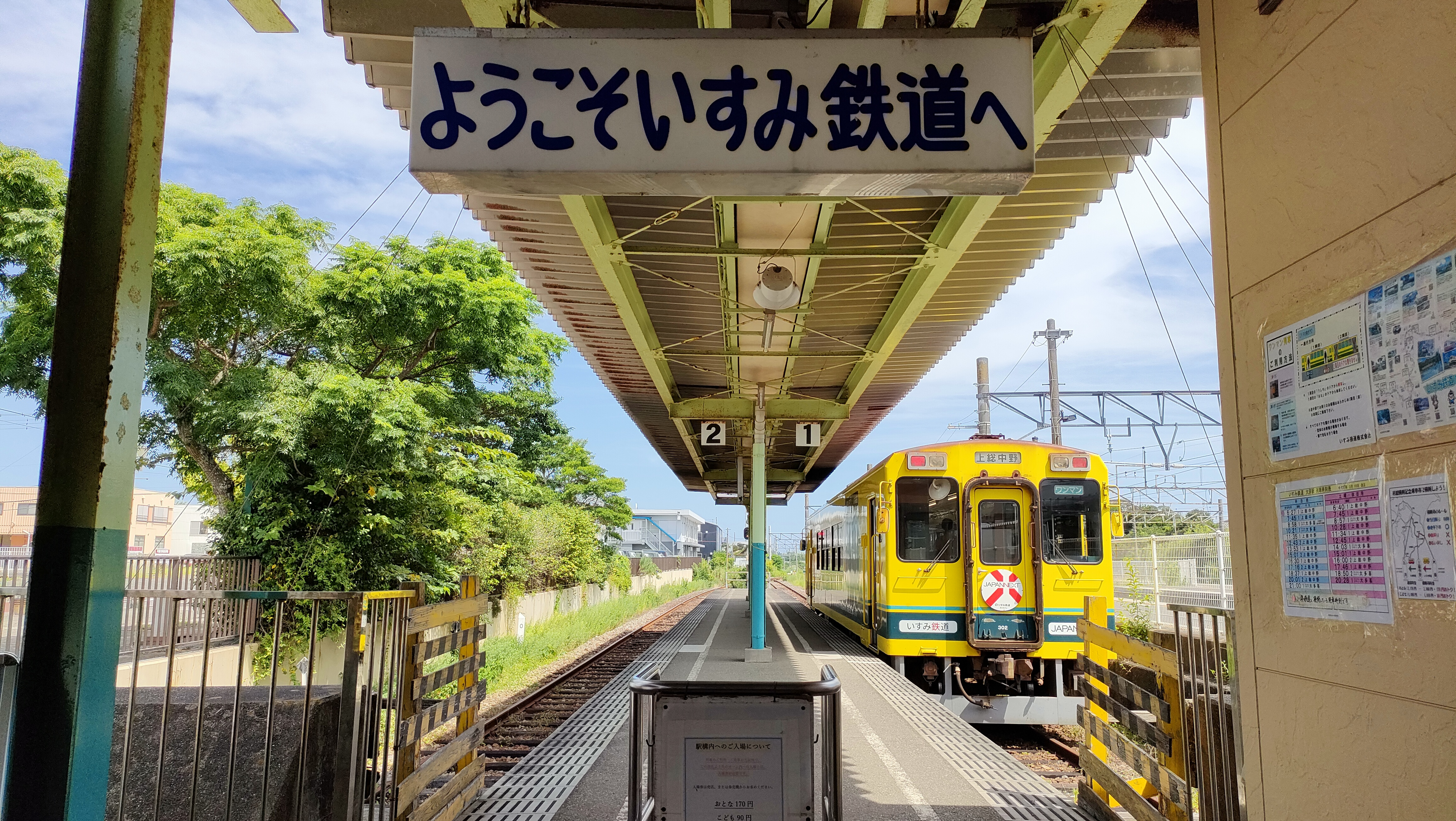
駅出入口（2024年8月）
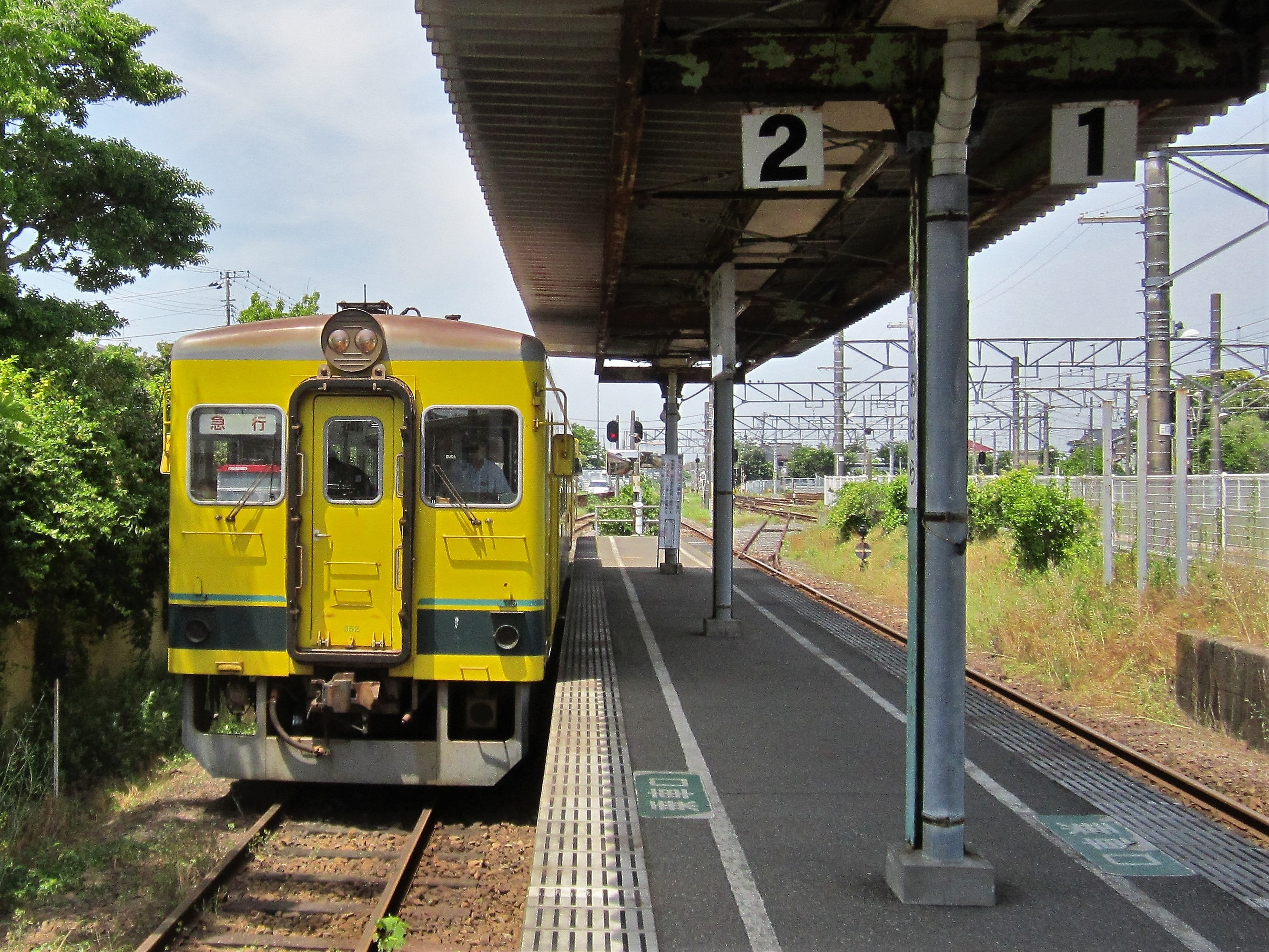
駅ホーム（2019年5月）

駅舎側を1番線として、順に以下の通り。
| 番線 | 路線    | 方向 | 行先                       |
| ---- | ------- | ---- | -------------------------- |
| 1    | ■外房線 | 上り | 上総一ノ宮・千葉・東京方面 |
| 1    | ■外房線 | 下り | 勝浦・安房鴨川方面         |
| 2    | ■外房線 | 上り | 上総一ノ宮・千葉・東京方面 |
| 3    | ■外房線 | 下り | 勝浦・安房鴨川方面         |

（出典：JR東日本:駅構内図）
- 上下列車共列車交換や特急待避が無く、かつ折返し列車が入線済で無い場合は、駅舎側1番線を発着することが多い。
- 早朝・夕方・夜間は当駅止まりの列車がありラッシュ時間帯には当駅始発列車が存在する。ホームで直接折返す列車は1番線から発車する。

| 運転番線 | 営業番線 | ホーム     | 安房鴨川方面着発 | 千葉方面着発 | 備考                               |
| -------- | -------- | ---------- | ---------------- | ------------ | ---------------------------------- |
| 1        | 1        | 11両分     | 到着・出発可     | 到着・出発可 |                                    |
| 2        | 2        | 11両分     | 到着可           | 出発可       | 上り主本線                         |
| 3        | 3        | 11両分     | 出発可           | 到着可       | 下り主本線                         |
| 4        |          | ホームなし | 到着・出発可     | 到着・出発可 |                                    |
| 5        |          | ホームなし | 不可             | 不可         | 留置線、架線なし。保守用車等で使用 |
| 6        |          | ホームなし | 不可             | 不可         | 留置線                             |
| 7        |          | ホームなし | 不可             | 不可         | 留置線                             |

- 主本線を発着する場合は通過が可能[9]。
- 運転4 - 7番線と、ホームとの入出区は、浪花方の本線上にてスイッチバックを行う[9]。
- 夜間、3番線や留置線3本（運転4・6・7番線）に普通列車が留置される。工事等により1・2番線に留置される場合がある。

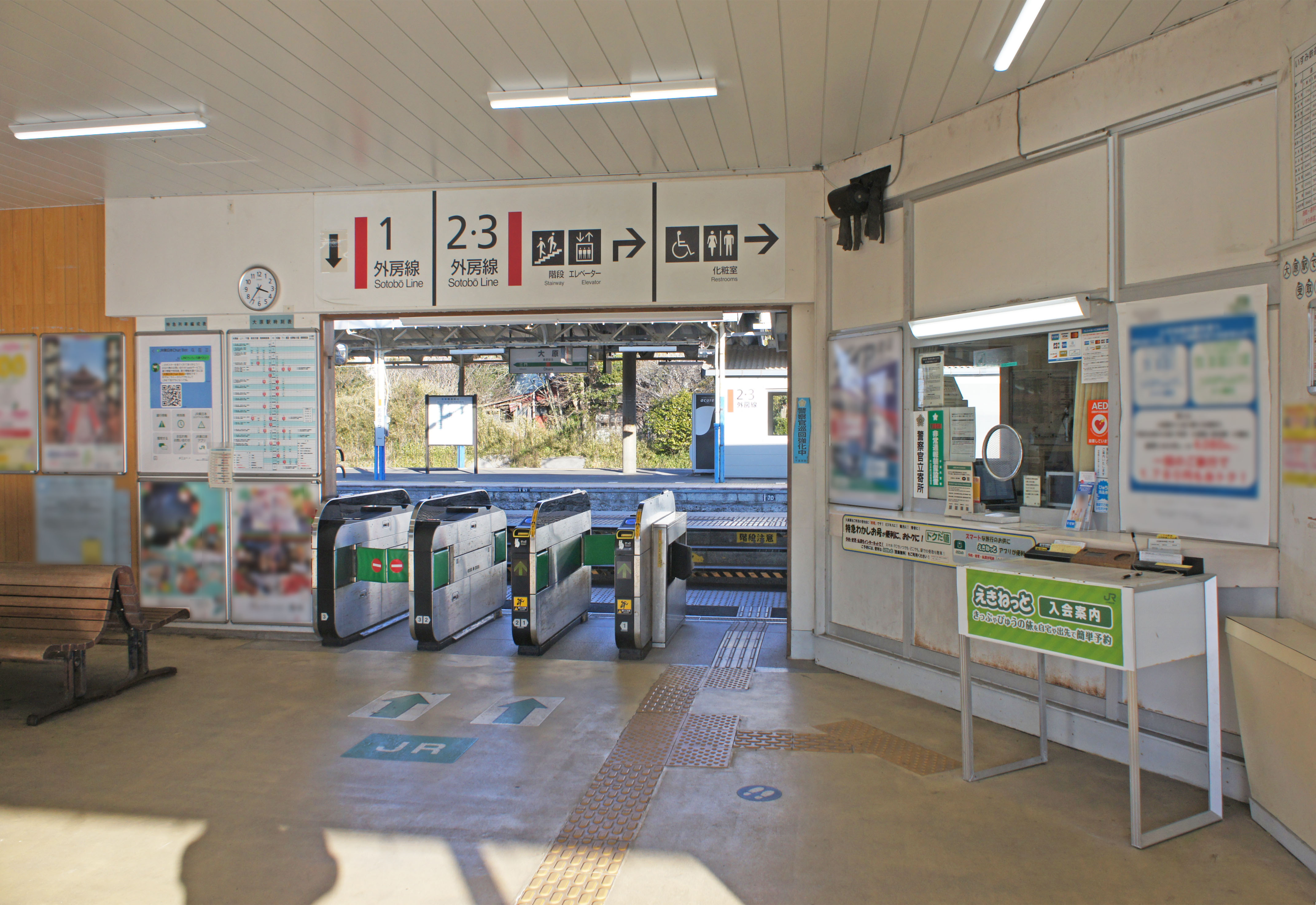
改札口（2022年2月）
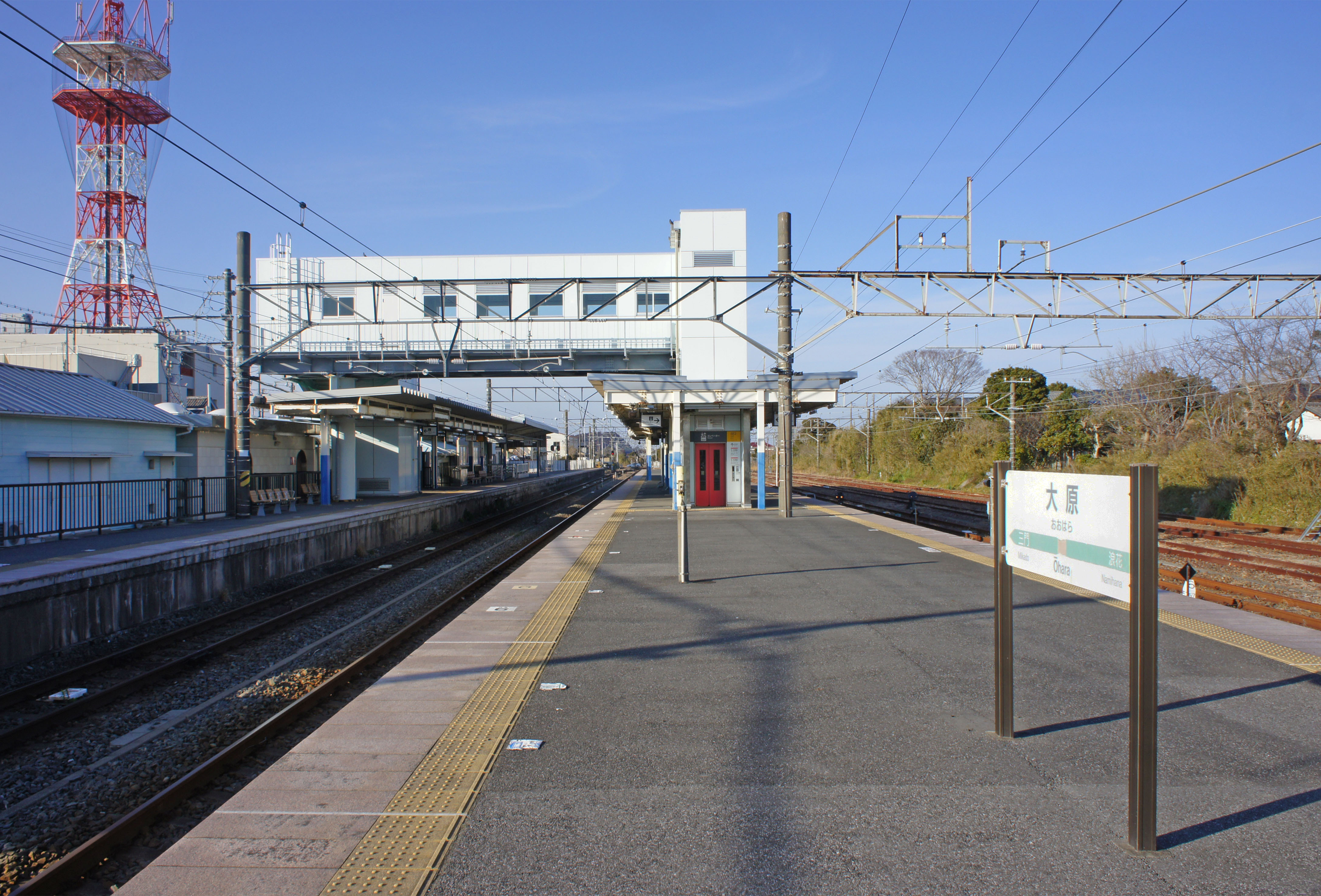
駅ホーム（2022年2月）

### いすみ鉄道
頭端式ホーム1面2線を有する地上駅。JR側の1番線は外房線千葉方面からの連絡線が接続しているが、通常は使用されない。2013年1月17日にキハ30 62の譲渡を受けた際にこの連絡線を使用した。木原線時代は現行のJR1番線ホームから発着し、千葉からの直通列車が設定されていた時期がある。
改札口はあるが、駅員は配置されておらず無人駅である。駅舎はJR駅舎と繋がっている。食券型自動券売機が設置されている他、オリジナルグッズ等を販売する売店が併設されている。また、売店では急行券やフリー切符発売も行っている。定期券はJRみどりの窓口で発売する。ホームには芸術家であるミヤザキケンスケと千葉県立大原高等学校、千葉県立大多喜高等学校の生徒が作成した壁画が飾られている。

#### のりば
| 番線 | 路線      | 行先                 |
| ---- | --------- | -------------------- |
| 1・2 | ■いすみ線 | 大多喜・上総中野方面 |

- 夜間滞泊は設定されていない。

- 駅出入口（2024年8月）
- 駅ホーム（2019年5月）

## 利用状況
- JR東日本 - 2023年度（令和5年度）の1日平均乗車人員は1,167人である[JR 1]。
- いすみ鉄道 - 2022年度（令和4年度）の1日平均乗車人員は275人である。

### 年度別1日平均乗車人員（1953年 - 2000年）
| 年度               | 国鉄 / JR東日本 | いすみ鉄道 | 出典              |
| ------------------ | --------------- | ---------- | ----------------- |
| 1953年（昭和28年） | 2,710           | 未 開 業   | [ 千葉県統計 1 ]  |
| 1954年（昭和29年） | 3,010           | 未 開 業   | [ 千葉県統計 2 ]  |
| 1955年（昭和30年） | 3,126           | 未 開 業   | [ 千葉県統計 3 ]  |
| 1956年（昭和31年） | 3,242           | 未 開 業   | [ 千葉県統計 4 ]  |
| 1957年（昭和32年） | 3,475           | 未 開 業   | [ 千葉県統計 5 ]  |
| 1958年（昭和33年） | 3,616           | 未 開 業   | [ 千葉県統計 6 ]  |
| 1959年（昭和34年） | 3,817           | 未 開 業   | [ 千葉県統計 7 ]  |
| 1960年（昭和35年） | 3,913           | 未 開 業   | [ 千葉県統計 8 ]  |
| 1961年（昭和36年） | 3,758           | 未 開 業   | [ 千葉県統計 9 ]  |
| 1962年（昭和37年） | 3,935           | 未 開 業   | [ 千葉県統計 10 ] |
| 1963年（昭和38年） | 4,200           | 未 開 業   | [ 千葉県統計 11 ] |
| 1964年（昭和39年） | 4,514           | 未 開 業   | [ 千葉県統計 12 ] |
| 1965年（昭和40年） | 4,631           | 未 開 業   | [ 千葉県統計 13 ] |
| 1966年（昭和41年） | 4,744           | 未 開 業   | [ 千葉県統計 14 ] |
| 1967年（昭和42年） | 4,792           | 未 開 業   | [ 千葉県統計 15 ] |
| 1968年（昭和43年） | 4,613           | 未 開 業   | [ 千葉県統計 16 ] |
| 1969年（昭和44年） | 3,842           | 未 開 業   | [ 千葉県統計 17 ] |
| 1970年（昭和45年） | 3,593           | 未 開 業   | [ 千葉県統計 18 ] |
| 1971年（昭和46年） | 3,462           | 未 開 業   | [ 千葉県統計 19 ] |
| 1972年（昭和47年） | 3,533           | 未 開 業   | [ 千葉県統計 20 ] |
| 1973年（昭和48年） | 3,570           | 未 開 業   | [ 千葉県統計 21 ] |
| 1974年（昭和49年） | 3,626           | 未 開 業   | [ 千葉県統計 22 ] |
| 1975年（昭和50年） | 3,538           | 未 開 業   | [ 千葉県統計 23 ] |
| 1976年（昭和51年） | 3,755           | 未 開 業   | [ 千葉県統計 24 ] |
| 1977年（昭和52年） | 3,651           | 未 開 業   | [ 千葉県統計 25 ] |
| 1978年（昭和53年） | 3,611           | 未 開 業   | [ 千葉県統計 26 ] |
| 1979年（昭和54年） | 3,738           | 未 開 業   | [ 千葉県統計 27 ] |
| 1980年（昭和55年） | 3,612           | 未 開 業   | [ 千葉県統計 28 ] |
| 1981年（昭和56年） | 3,663           | 未 開 業   | [ 千葉県統計 29 ] |
| 1982年（昭和57年） | 3,583           | 未 開 業   | [ 千葉県統計 30 ] |
| 1983年（昭和58年） | 3,539           | 未 開 業   | [ 千葉県統計 31 ] |
| 1984年（昭和59年） | 3,359           | 未 開 業   | [ 千葉県統計 32 ] |
| 1985年（昭和60年） | 3,284           | 未 開 業   | [ 千葉県統計 33 ] |
| 1986年（昭和61年） | 3,053           | 未 開 業   | [ 千葉県統計 34 ] |
| 1987年（昭和62年） | 2,912           | 842        | [ 千葉県統計 35 ] |
| 1988年（昭和63年） | 3,057           | 1,020      | [ 千葉県統計 36 ] |
| 1989年（平成元年） | 3,082           | 1,034      | [ 千葉県統計 37 ] |
| 1990年（平成02年） | 3,023           | 1,030      | [ 千葉県統計 38 ] |
| 1991年（平成03年） | 2,942           | 920        | [ 千葉県統計 39 ] |
| 1992年（平成04年） | 2,912           | 896        | [ 千葉県統計 40 ] |
| 1993年（平成05年） | 2,824           | 844        | [ 千葉県統計 41 ] |
| 1994年（平成06年） | 2,779           | 817        | [ 千葉県統計 42 ] |
| 1995年（平成07年） | 2,726           | 783        | [ 千葉県統計 43 ] |
| 1996年（平成08年） | 2,620           | 724        | [ 千葉県統計 44 ] |
| 1997年（平成09年） | 2,449           | 696        | [ 千葉県統計 45 ] |
| 1998年（平成10年） | 2,333           | 662        | [ 千葉県統計 46 ] |
| 1999年（平成11年） | 2,297           | 627        | [ 千葉県統計 47 ] |
| 2000年（平成12年） | 2,205           | 578        | [ 千葉県統計 48 ] |

### 年度別1日平均乗車人員（2001年以降）
2001年度（平成13年度）以降の1日平均乗車人員の推移は下記の通り。
| 年度               | JR東日本 | いすみ鉄道 | 出典              |
| ------------------ | -------- | ---------- | ----------------- |
| 2001年（平成13年） | 2,110    | 565        | [ 千葉県統計 49 ] |
| 2002年（平成14年） | 2,041    | 496        | [ 千葉県統計 50 ] |
| 2003年（平成15年） | 1,964    | 462        | [ 千葉県統計 51 ] |
| 2004年（平成16年） | 1,931    | 403        | [ 千葉県統計 52 ] |
| 2005年（平成17年） | 1,939    | 400        | [ 千葉県統計 53 ] |
| 2006年（平成18年） | 1,920    | 414        | [ 千葉県統計 54 ] |
| 2007年（平成19年） | 1,895    | 415        | [ 千葉県統計 55 ] |
| 2008年（平成20年） | 1,824    | 366        | [ 千葉県統計 56 ] |
| 2009年（平成21年） | 1,758    | 330        | [ 千葉県統計 57 ] |
| 2010年（平成22年） | 1,679    | 318        | [ 千葉県統計 58 ] |
| 2011年（平成23年） | 1,661    | 309        | [ 千葉県統計 59 ] |
| 2012年（平成24年） | 1,615    | 355        | [ 千葉県統計 60 ] |
| 2013年（平成25年） | 1,654    | 364        | [ 千葉県統計 61 ] |
| 2014年（平成26年） | 1,571    | 374        | [ 千葉県統計 62 ] |
| 2015年（平成27年） | 1,630    | 368        | [ 千葉県統計 63 ] |
| 2016年（平成28年） | 1,608    | 369        | [ 千葉県統計 64 ] |
| 2017年（平成29年） | 1,598    | 365        | [ 千葉県統計 65 ] |
| 2018年（平成30年） | 1,542    | 324        | [ 千葉県統計 66 ] |
| 2019年（令和元年） | 1,402    | 281        | [ 千葉県統計 67 ] |
| 2020年（令和02年） | 1,037    | 219        | [ 千葉県統計 68 ] |
| 2021年（令和03年） | 1,086    | 249        | [ 千葉県統計 69 ] |
| 2022年（令和04年） | 1,189    | 275        | [ 千葉県統計 70 ] |
| 2023年（令和05年） | 1,167    |            |                   |

備考
1. ↑  JR木原線は1988年3月23日までを集計したデータ。
2. ↑  JR木原線が第3セクター方式により1988年3月24日に開業。

## 駅周辺
いすみ市（旧・大原町）の中心市街地に位置する。駅周辺は行政機関、公共施設、中小商店などが点在し、近隣には国道128号、国道465号、千葉県道174号勝浦布施大原線、千葉県道175号大原港大原停車場線が通り、国道沿いには大型商業施設が点在する。

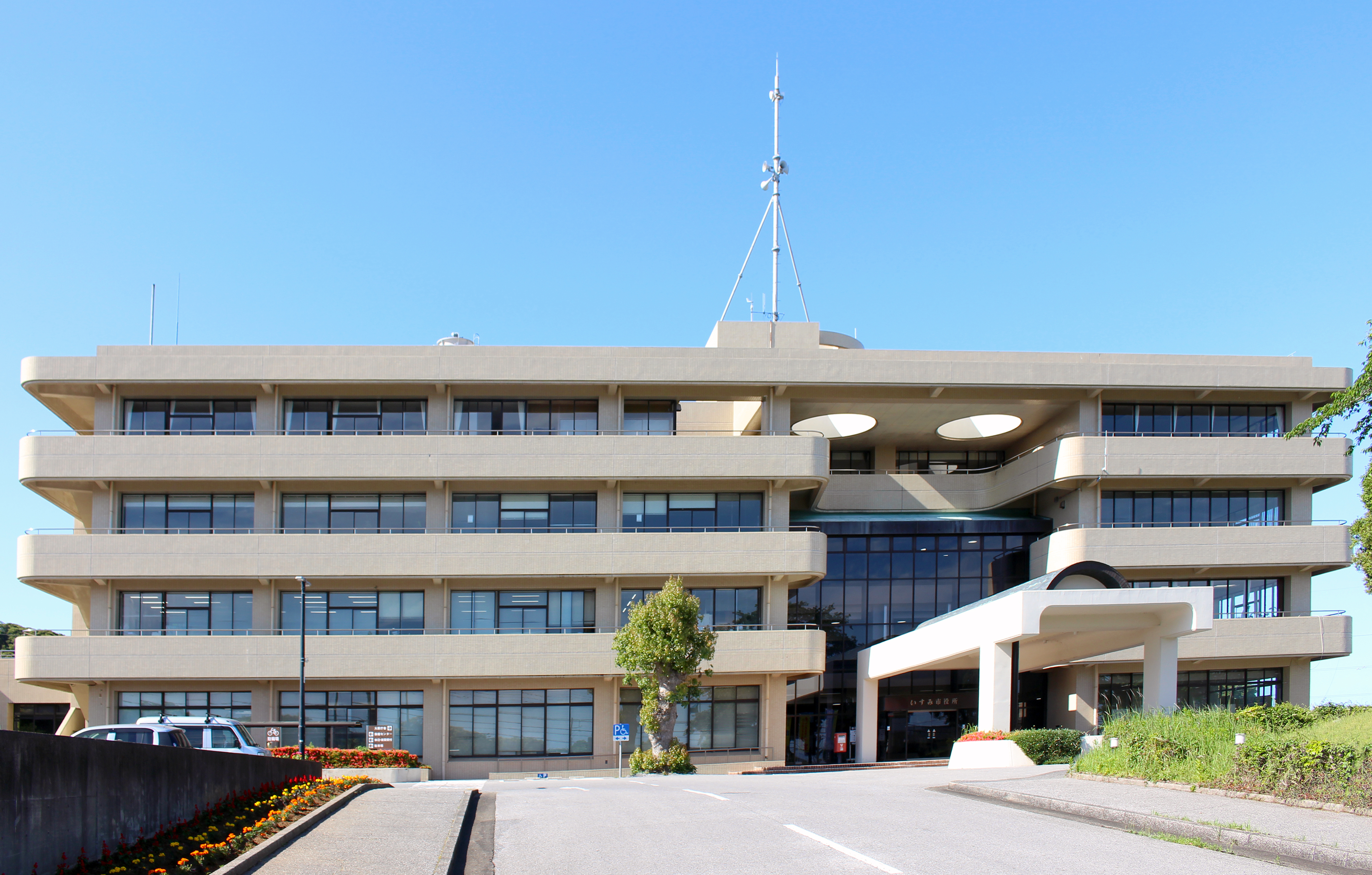
いすみ市役所（旧・大原町役場）
- いすみ警察署
- 駅前交番
- 法務局いすみ出張所
- 大原郵便局
- 大原公民館（大原文化センター）
- 大原医院
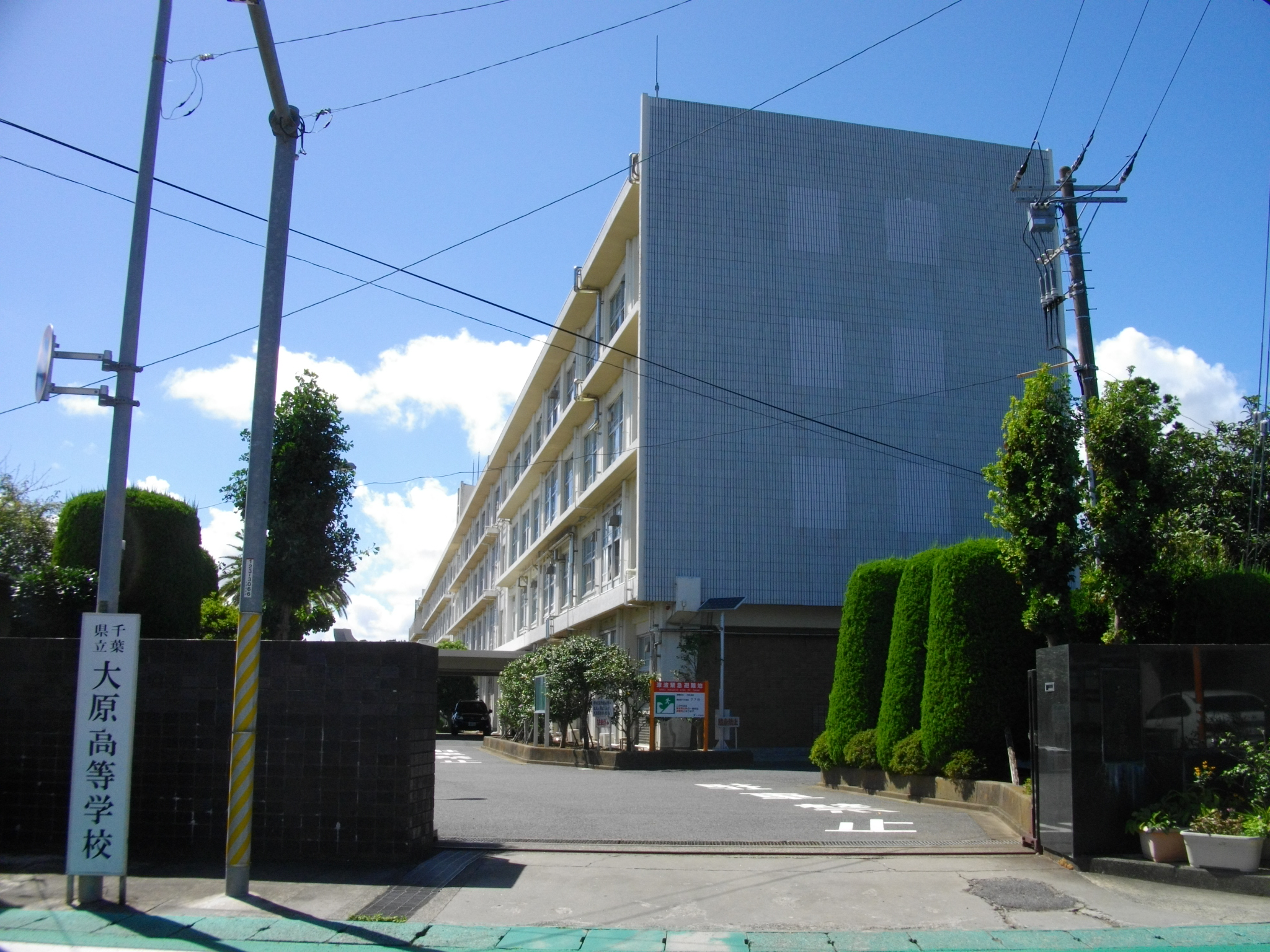
千葉県立大原高等学校
- いすみ市立大原中学校
- いすみ市立大原小学校
- 大原八幡神社
- 小浜八幡神社
- 田町・新場廣田神社
- 大聖寺（波切不動）
- 顕妙寺
- 照願寺
- 大本山七福神
- 日米親善平和の鐘
- 真実一路の碑
- 大原海岸
- 大原海水浴場
- 八幡岬
- 大原漁港
- 大原中央商店街
- カインズ大原店
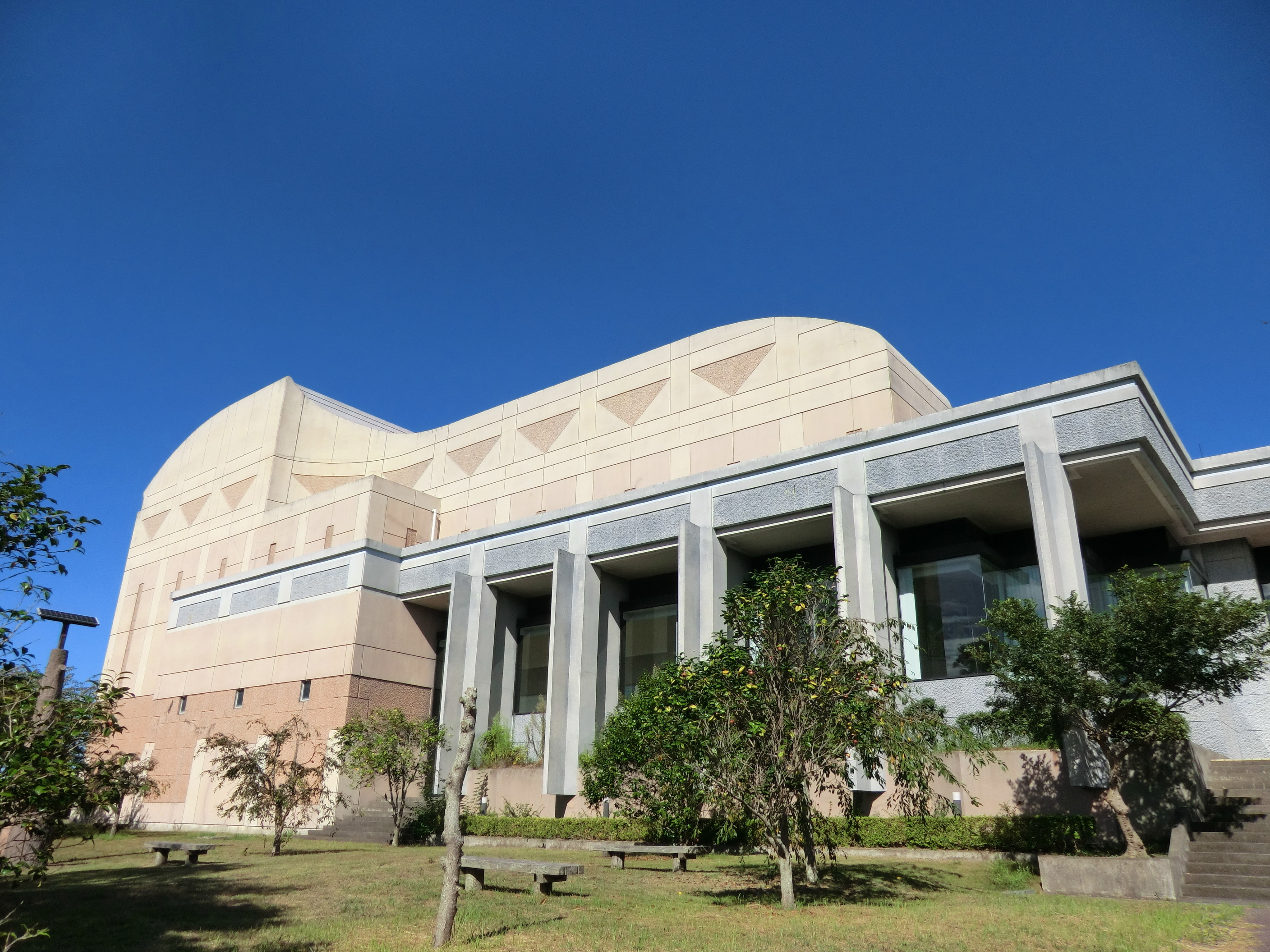
ベイシアスーパーセンターいすみ大原店
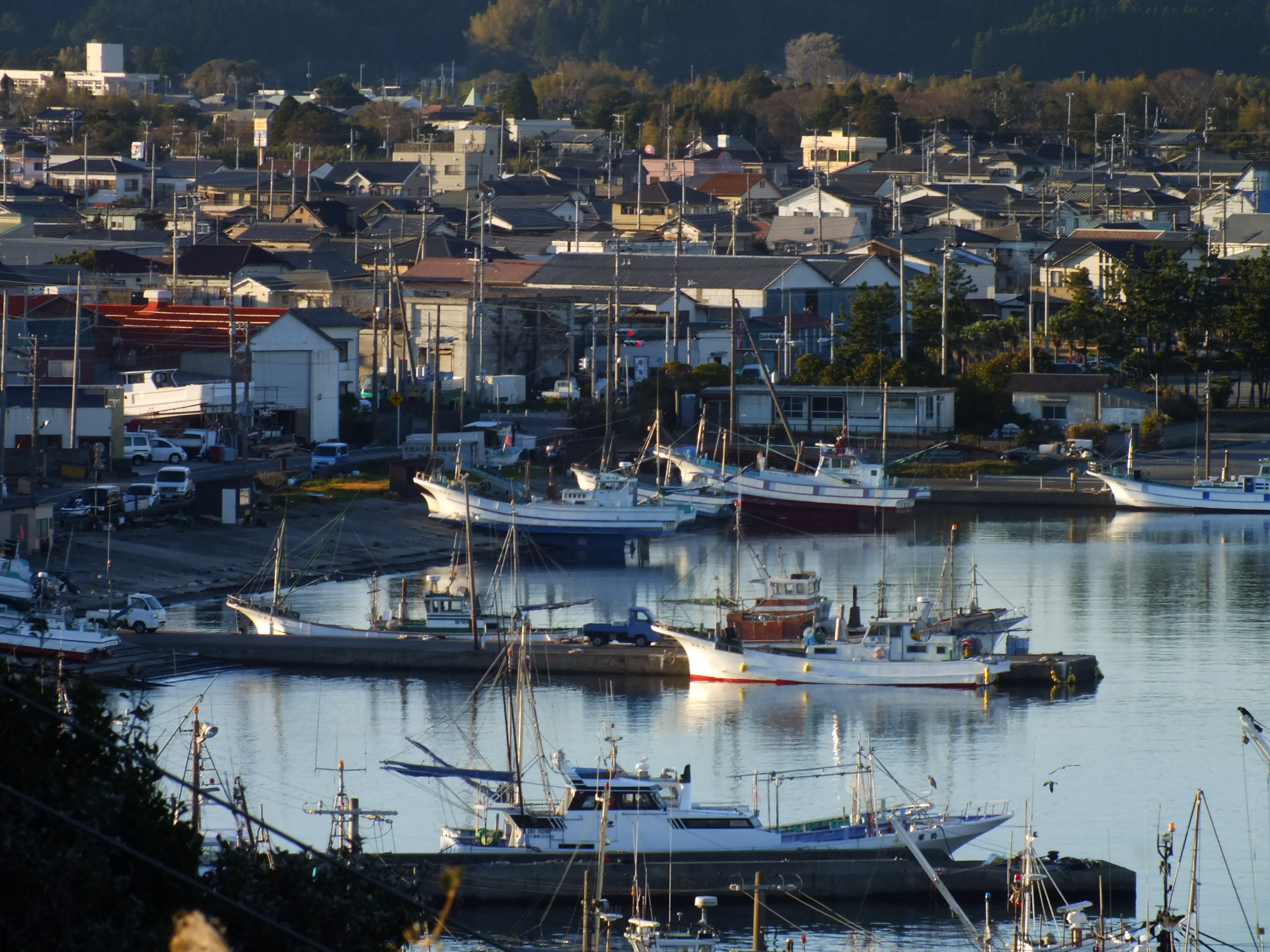
ヤックスドラッグ大原店
- スーパーガッツ大原店
- 大原ガーデン
- いすみ市民バス「大原駅」停留所

- いすみ市役所
- 千葉県立大原高等学校
- 大原公民館（大原文化センター）
- 大原漁港

## 隣の駅
※外房線特急「わかしお」の隣の停車駅は列車記事を参照のこと。
東日本旅客鉄道（JR東日本）
■外房線
■普通（各駅停車）
三門駅 - 大原駅 - 浪花駅
いすみ鉄道
■いすみ線
大原駅 - 西大原駅

### 記事本文